# EMD F40PH
EMD F40PH — американский пассажирский четырёхосный тепловоз с электрической передачей, выпускавшийся совместно заводами EMD и GMD с 1975 по 1992 г.. Также компанией MK Rail and MotivePower Industries вплоть до 2000 года выпускались отдельные модификации.

## История
Тепловоз был создан компанией EMD по просьбе железнодорожного перевозчика Amtrak. Ранее компания уже эксплуатировала пассажирские тепловозы SDP40F, но после ряда сходов с рельсов их начали отстранять от пассажирской работы. Новый пассажирский тепловоз был создан на базе грузового GP40, имеющего 4 оси (на SD40F их было 6), что, как тогда считалось, должно было облегчить вписывание локомотива в кривые. Стоит отметить, что обозначение серии F40PH было выбрано не совсем правильно, так как ранее заводом был выпущен шестиосный пассажирский тепловоз F40C (на базе SD40-2).
На первых 30 тепловозах были применены дизели EMD 645E3 мощностью 3000 л. с., в дальнейшем их мощность была повышена до 3200 л. с. Помимо Amtrak, F40PH приобретались также Via Rail Canada и пригородными Metra, MBTA, Tri-Rail, CalTrain, NJ Transit и GO Transit. В 1970-х — 1980-х F40PH был основным пассажирским тепловозом на североамериканском континенте. С конца 1990-х начал активно заменяться более современными тепловозами моделей GE Genesis. В настоящее время самым большим парком F40PH располагают Metra (117 штук, в основном модификации F40PHM-2, внешне схожей с GE Genesis), Via Rail Canada (54) и MBTA (18).

## Влияние на культуру

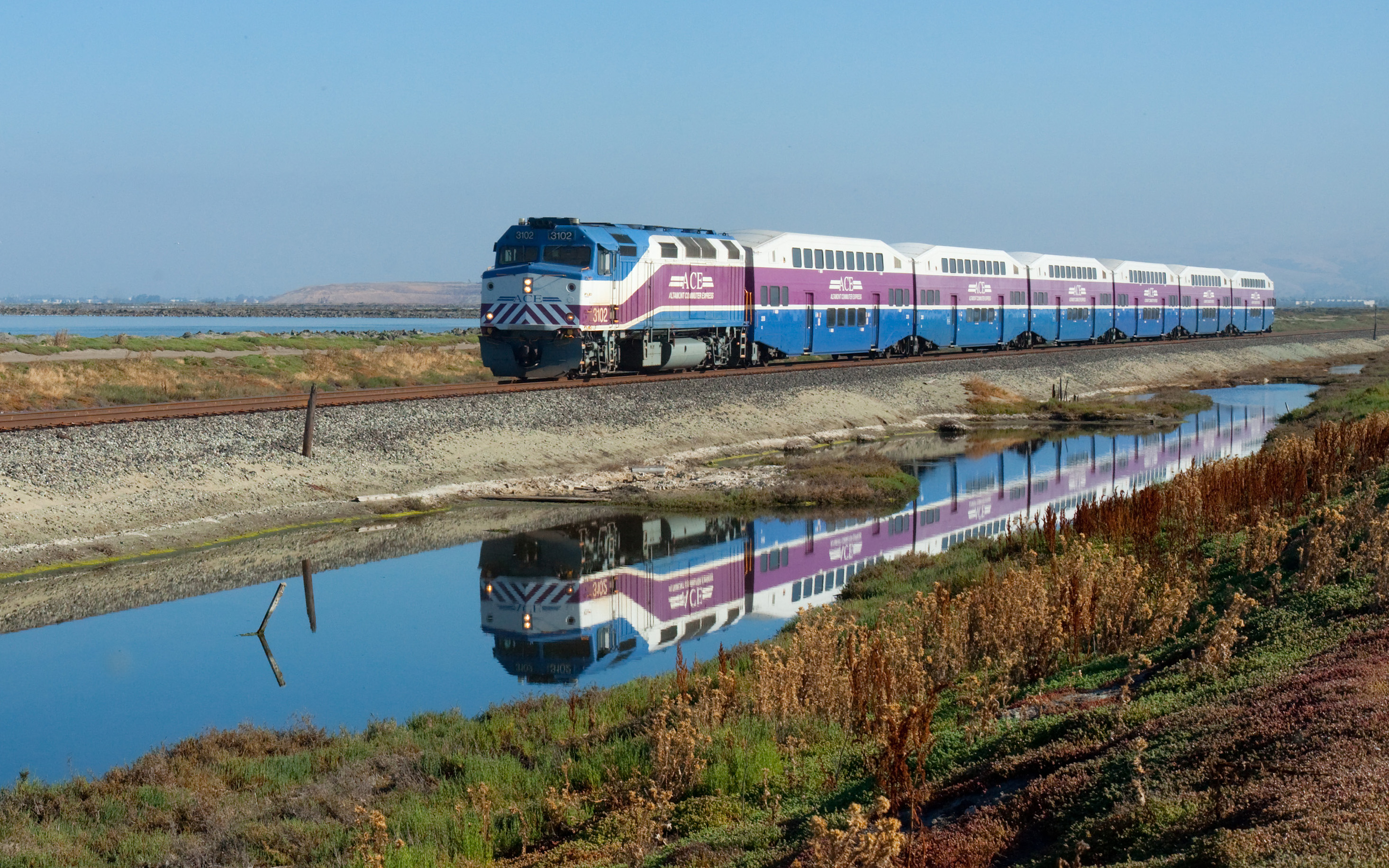
Во главе поезда Altamont Commuter Express

### На киноэкране
Тепловоз F40PH играет ключевую роль в телефильме 1979 года Катастрофа на побережье (англ. Disaster on the coastliner).
С прибытия тепловоза F40PHR № 263 компании Amtrak на станцию Чикаго Юнион начинается фильм Без компромиссов 1986 года. Также тепловоз появляется в эпизоде Чикаго (16 серия 2 сезона) телесериала Побег 2005 года.

### Интернет-мем
F40PH весьма популярен в интернете, где даже превратился в интернет-мем. Так, в Encyclopedia Dramatica приводится «факт», что в большинстве своём «факты о Чаке Норрисе» на самом деле относятся к F40PH. Там же данный тепловоз указывается как средство борьбы с поклонниками фурри.

### Компьютерные игры
Тепловозы F40PH появляется в таких играх, как Grand Theft Auto: San Andreas, Rail Simulator 2 , Microsoft Train Simulator, серии Train Sim World и Trainz.

### Интернет-мем
- F40PH. Know Your Meme. Дата обращения: 15 сентября 2012. Архивировано 31 октября 2012 года.
- Ода F40PH на YouTube
- F40PH Heavy Metal на YouTube